# Porsche Motorsport
Porsche Motorsport – oddział niemieckiej firmy Porsche odpowiedzialny za sporty motorowe. Porsche brało udział w rajdach i Formule 1, a największe sukcesy odnosiło w wyścigach długodystansowych, siedemnastokrotnie wygrywając wyścig 24h Le Mans.

## Historia

### Początki
Porsche stosunkowo wcześnie zaangażowało się w sporty motorowe, ale do lat 60. dostarczało głównie silniki dla małych zespołów. Mimo tego już dekadę wcześniej firma odnosiła umiarkowane sukcesy w zawodach Carrera Panamericana i Targa Florio. Samochody Porsche nie miały mocnych silników, ale były lekkie i łatwo się prowadziły.

### Wyścigi długodystansowe
Dzięki Porsche 917 marka zdobyła swoje pierwsze zwycięstwo w wyścigu 24h Le Mans, w 1970 roku. Samochody Porsche wygrywały te zawody 18 razy (1970, 1971, 1976, 1977, 1979, 1981–1987, 1994, 1996–1998 i 2015, 2016).
Porsche triumfowało również w innych zawodach długodystansowych, jak 24h Daytona (22 razy) czy 12h Sebring (18 razy).

### Rajdy
W rajdach brały udział różne wersje 911. W latach 60. i 70. okazyjnie uczestniczył w nich fabryczny zespół Porsche. Porsche trzykrotnie z rzędu odniosło podwójne zwycięstwo w Rajdzie Monte Carlo (w roku 1968 Vic Elford i Pauli Toivonen, a w latach 1969–1970 Björn Waldegård i Gérard Larrousse). Po raz pierwszy w Rajdowych Mistrzostwach Świata kierowca Porsche stanął na podium w 1973 roku, w Rajdzie 1000 Jezior (trzecie miejsce Leo Kinnunena).
Wiele sukcesów odnosiły prywatne zespoły używające samochodów Porsche. Jean-Pierre Nicolas wygrał Rajd Monte Carlo 1978 prywatnym 911, a w Rajdzie Korsyki w 1980 triumfował Jean-Luc Thérier. W Rajdowych Mistrzostwach Europy w 1984 roku Henri Toivonen zdobył tytuł wicemistrza za kierownicą 911 SC RS.
W latach 1984 i 1986 Porsche wygrało Rajd Paryż-Dakar, używając modelu 959.

### Formuła 1
Pod koniec lat 50. Porsche wystawiało model 718 w specyfikacji Formuły 2. Czasy były obiecujące i w 1960 niemiecka firma zdecydowała się na wystawienie pierwszego samochodu według przepisów Formuły 1, a dwa lata później wprowadzono 804, który dał Porsche jedyne zwycięstwo w Formule 1. Pod koniec sezonu Porsche wycofało się z Formuły 1 z powodu wysokich kosztów, ale samochody koncernu uczestniczyły w serii do roku 1964.
Mając doświadczenie na polu silników turbodoładowanych, Porsche powróciło do Formuły 1 w 1983 jako dostawca dla zespołu McLaren; silniki te były znane pod nazwą TAG. Napędzany silnikami TAG McLaren zdołał zdobyć dwa mistrzostwa konstruktorów (1984, 1985) i trzy kierowców (1984–1986). Silniki te odniosły 25 zwycięstw.
W 1991 roku Porsche powróciło w charakterze dostawcy silników, dostarczając jednostki 3512 dla zespołu Footwork. Silnik miał niedostatki mocy, a kierowcy często się nie kwalifikowali. W trakcie sezonu zamieniono jednostki Porsche na silniki Forda.